# Mothra (film)
Mothra (モスラ, Mosura) is een Japanse kaijufilm uit 1961. De film werd geproduceerd door Toho Studios, en geregisseerd door Ishirō Honda. De special effects waren in handen van Eiji Tsuburaya.
De film introduceert het monster Mothra, die al snel uitgroeide tot een van Toho’s bekendste en populairste kaiju.

## Verhaal
De film begint met een expeditiecrew die afreist naar een afgelegen eiland, waar ze een primitieve stam ontmoeten. Wanneer een van de crewleden zijn plannen onthuld om de stam uit te buiten, verschijnt de godheid van de stam om hen te verdrijven.
Ondertussen, in de wateren rondom het eiland, wordt een Roliscaanse boot die nucleaire testen moest uitvoeren verrast door een tyfoon. Een reddingsmissie wordt snel op touw gezet, en vier van de schippers worden levend gevonden. Allemaal lijken ze in goede gezondheid te verkeren. Ze beweren dat dit komt door een speciaal sap dat de eilandbewoners hen hebben gegeven. Het verhaal wordt behandeld door journalist Zenichiro en fotograaf Michi Hanamura.
De ambassade van Rolisca stelt een samenwerking met de Japanners voor om het eiland grondig te onderzoeken. Geleid door de kapitalist Clark Nelson reist wederom een groep af naar het eiland. Onder hen bevinden zich stralingsexpert Dr. Harada en antropoloog Shin'ichi Chūjō. Chūjō heeft de stam op het eiland bestudeerd, en enkele van hun oude teksten vertaald. Hij ontdekt hierin onder andere de omschrijving van een wezen genaamd “Mothra”. Het team ontdekt op het eiland een hoop gemuteerde flora en fauna, als gevolg van de atoomtesten die rond het eiland zijn gehouden. Ze komen ook twee kleine humanoïde wezens tegen die zich voorstellen als de Shobijin. Ze vragen de expeditieleden om verdere nucleaire testen te staken. Het team vertrekt en besluit deze ontdekkingen voor zich te houden.
Nelson keert echter weer terug naar het eiland en ontvoerd de Shobijin. Terwijl hij plannen maakt om de twee tot een attractie te maken, roepen zowel de Shobijin als de eilandbewoners de godin Mothra aan. Fukuda, Hanamura, en Chūjō communiceren met de Shobijin via telepathie, en ontdekken zo dat Mothra spoedig naar Tokio zal komen. Op het eiland komt een enorm ei uit, en de reusachtige rups die eruit komt zwemt richting Japan. Fukuda probeert de Shobijin te bevrijden, maar Nelson wordt gesteund door de ambassade van Rolisican.
Mothra arriveert in Tokio en blijkt ongevoelig voor de wapens die het leger tegen haar inzet. Al snel verpopt ze zich in de ruïnes van Tokio tot haar volwassen vorm. Steeds meer mensen keren zich tegen Nelson en eisen dat hij de Shobijin laat gaan voordat Mothra alles verwoest. Hij vlucht echter weg naar Rolisica, maar Mothra volgt hem. In Rolisica begint ze New Kirk City te verwoesten, terwijl de politie koortsachtig naar Nelson zoekt. Ze vinden hem, en het komt tot een vuurgewecht waarbij Nelson wordt neergeschoten. De Shobijin worden vrijgelaten, waarna ze Mothra oproepen haar vernielingen te staken. Samen met de Shobijin vertrekt Mothra weer naar het eiland.

## Rolverdeling
| Acteur           | Personage                                               |
| ---------------- | ------------------------------------------------------- |
| Frankie Sakai    | Journalist Senichiro 'Sen-chan' Fukuda (AKA: 'Bulldog') |
| Hiroshi Koizumi  | Dr. Shin'ichi Chūjō                                     |
| Kyoko Kagawa     | Photographer Michi Hanamura                             |
| Ken Uehara       | Dr. Harada                                              |
| Emi Ito          | Shobijin                                                |
| Yumi Ito         | Shobijin                                                |
| Jerry Ito        | Clark Nelson                                            |
| Takashi Shimura  | News Editor                                             |
| Tetsu Nakamura   | Nelson's Henchman                                       |
| Akihiro Tayama   | Shinji Chūjō                                            |
| Obel Wyatt       | Dr. Roff                                                |
| Akihiko Hirata   | Doctor                                                  |
| Seizaburo Kawazu | General                                                 |
| Yoshifumi Tajima | Military Advisor                                        |
| Robert Dunham    | Rolisican Cop                                           |

## Achtergrond

### Thema’s
Mothra was de eerste Kaiju film die afstand deed van het klassieke horror-genre. In tegenstelling tot voorgaande films als Godzilla (1954), Godzilla Raids Again (1955), en Rodan (1956) had Mothra een veel lichtere ondertoon. Het was dan ook de eerst Kaijufilm waarin niet het monster, maar een van de menselijke personages de rol van de schurk heeft.
De fictieve natie Rolisca, die in de film een grote rol speelt, is duidelijk gebaseerd op de Verenigde Staten en Rusland. De stad New Kirk City vertoond invloeden van New York.

### Amerikaanse versie
De film werd ook in Amerika uitgebracht in 1962. De film kreeg daar over het algemeen goede kritieken, hoewel sommige critici minder te spreken waren over de film.